# 단구

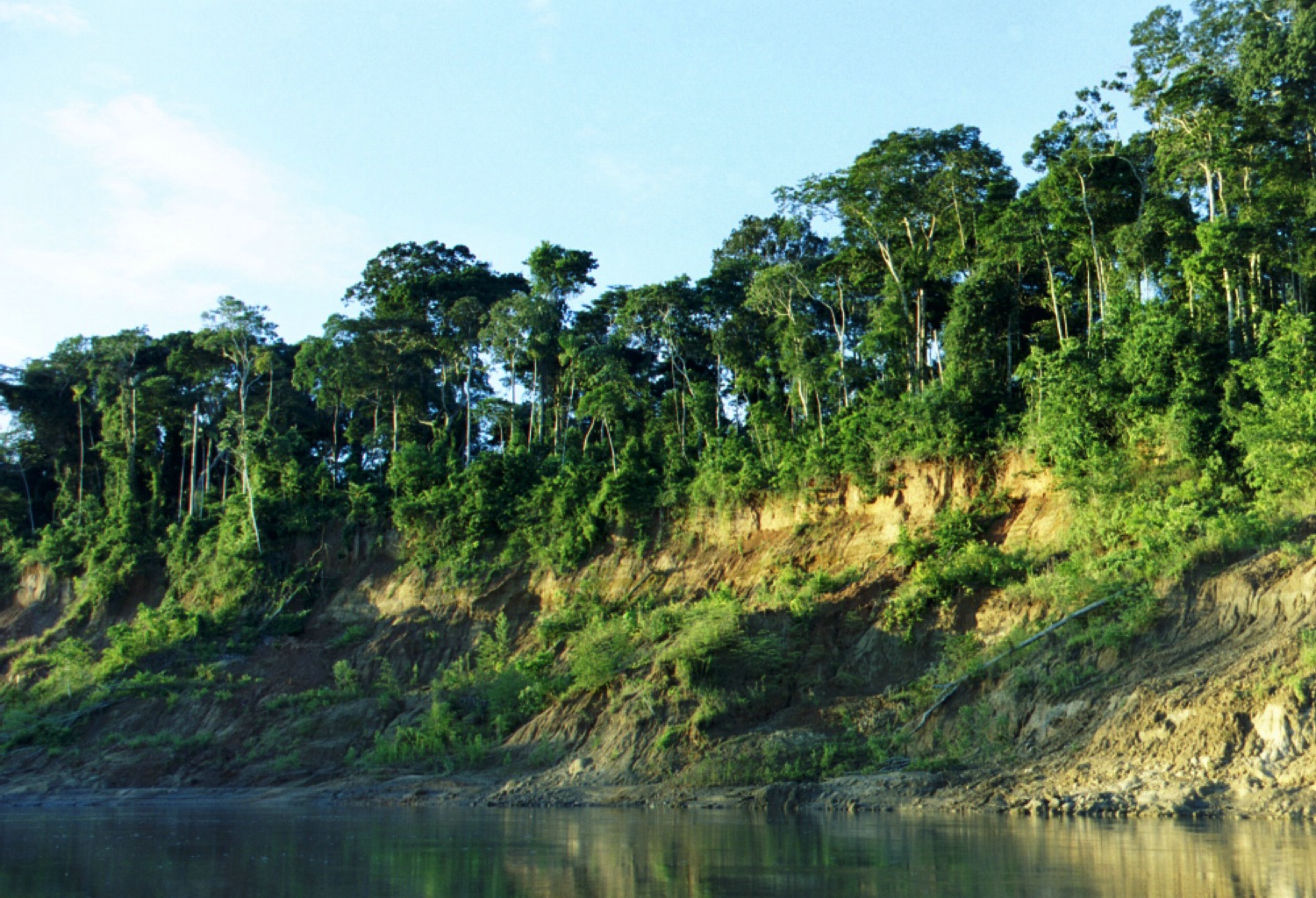
페루 마누 강의 하안단구.

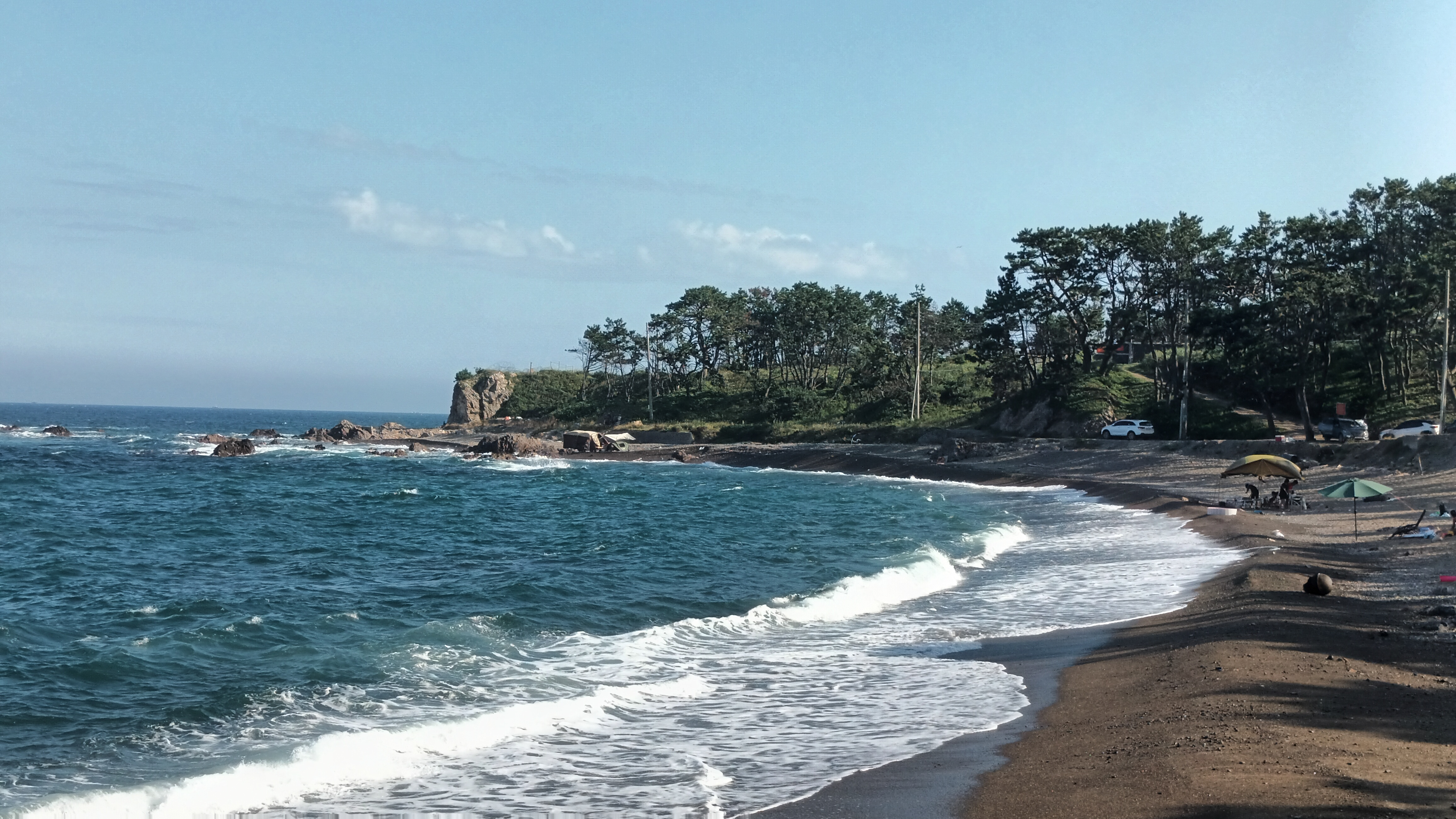
경주시 감포항 남쪽의 해안단구

단구(段丘, terrace)는 지질학에서 계단모양 지형을 말한다. 위치에 따라 하안단구, 해안단구 등이 있다.

## 해안단구
해안에 가까운 지역에는 때때로 편평한 면을 가진 지형이 몇 개의 계단 모양으로 나누어져 있는 것을 볼 수 있다. 이 단을 형성하고 있는 면은 해면이나 그보다 낮은 지역과 단애(斷崖)로 접하고 있다. 이와 같은 단을 이루고 있는 해안 지형을 해안 단구라고 한다. 이 단구의 상부에는 종종 얕은 해저에서 퇴적한 것으로 보이는 조개 껍데기를 함유한 모래나 자갈층이 남아 있다. 따라서 이와 같은 단구는 옛날에는 해저였던 지층이 융기하여 해면 위에 나타난 것이라고 할 수 있다. 또한 지형이 편평한 것은 일찍이 얕은 해저였던 것이 파도의 작용으로 편평하게 깎였고, 모래나 자갈에 의해 요철이 메워졌기 때문이다.
때로 2단이나 3단으로 되어 있는 경우가 있다. 이것은 제4기 갱신세에 빙하기와 간빙기가 반복되어 해수면이 오르내렸기 때문이다. 올라간 시기(간빙기)에 해저면이 깎여 하나의 단구면이 생성된다. 그런데 이 사이에 지반은 항상 조금씩 융기를 거듭하기 때문에 한 번 생성된 단구면은 잇따라 생기는 새로운 단구면보다 높은 곳으로 밀려올라가게 된다. 이와 같이 하여 간빙기 수만큼 단구가 생겨 더 오래된 시대의 단구일수록 높은 위치를 차지하게 된다.